# Ading
Ading ist eine Ortschaft in der Gemeinde Weitensfeld im Gurktal im Bezirk St. Veit an der Glan in Kärnten. Die Ortschaft hat 8 Einwohner (Stand 1. Jänner 2024).

## Lage
Ading liegt hoch an den linksseitigen Hängen des Gurktals im Nordosten der Gemeinde Weitensfeld, etwa 5 km nördlich von Zweinitz, nur etwa 1 ½ km südlich der Wasserscheide zum Metnitztal, teils in der Katastralgemeinde Thurnhof, teils in der Katastralgemeinde Zweinitz. Es besteht im Bereich der alten Ortschaft aus den Häusern Zechner Hube (Nr. 1), Mödl (Model, Nr. 3 und 3a), Ladinig Hube (Nr. 6) und einem Haus ohne Vulgonamen (Nr. 14), nordwestlich davon zwei Häuser ohne Vulgonamen (Nr. 11 und 13) und östlich davon Kaltwasserkeusche (Nr. 7) und Obere Kaltwasserkeusche (Nr. 12).

## Geschichte
Der Ort wird 1196 als Aydich genannt.
Ab Gründung der Ortsgemeinden Mitte des 19. Jahrhunderts gehörte Ading zur Gemeinde Gurk. 1871 trat die Gemeinde Gurk die Katastralgemeinden Thurnberg und Zweinitz an die Gemeinde Weitensfeld ab, somit gehörte Ading dann zur Gemeinde Weitensfeld. Bei der Kärntner Gemeindestrukturreform von 1973 kam der Ort an die damals neu errichtete Gemeinde Weitensfeld-Flattnitz, seit deren Auflösung 1991 wieder zur Gemeinde Weitensfeld im Gurktal.

## Bevölkerungsentwicklung
Für die Ortschaft ermittelte man folgende Einwohnerzahlen:
- 1869: 6 Häuser, 62 Einwohner[3]
- 1880: 6 Häuser, 58 Einwohner[4]
- 1890: 8 Häuser, 59 Einwohner[5]
- 1900: 9 Häuser, 39 Einwohner[6]
- 1910: 6 Häuser, 37 Einwohner[7]
- 1923: 7 Häuser, 44 Einwohner[8]
- 1934: 53 Einwohner[9]
- 1951: 6 Häuser, 38 Einwohner[10]
- 1961: 6 Häuser, 31 Einwohner[11]
- 2001: 7 Gebäude (davon 5 mit Hauptwohnsitz) mit 7 Wohnungen; 19 Einwohner und 4 Nebenwohnsitzfälle; 5 Haushalte; 0 Arbeitsstätten, 5 land- und forstwirtschaftliche Betriebe[12]
- 2011: 8 Gebäude, 14 Einwohner, 5 Haushalte, 1 Arbeitsstätte[13]
- 2021: 8 Gebäude, 10 Einwohner, 3 Haushalte, 2 Arbeitsstätten[14]

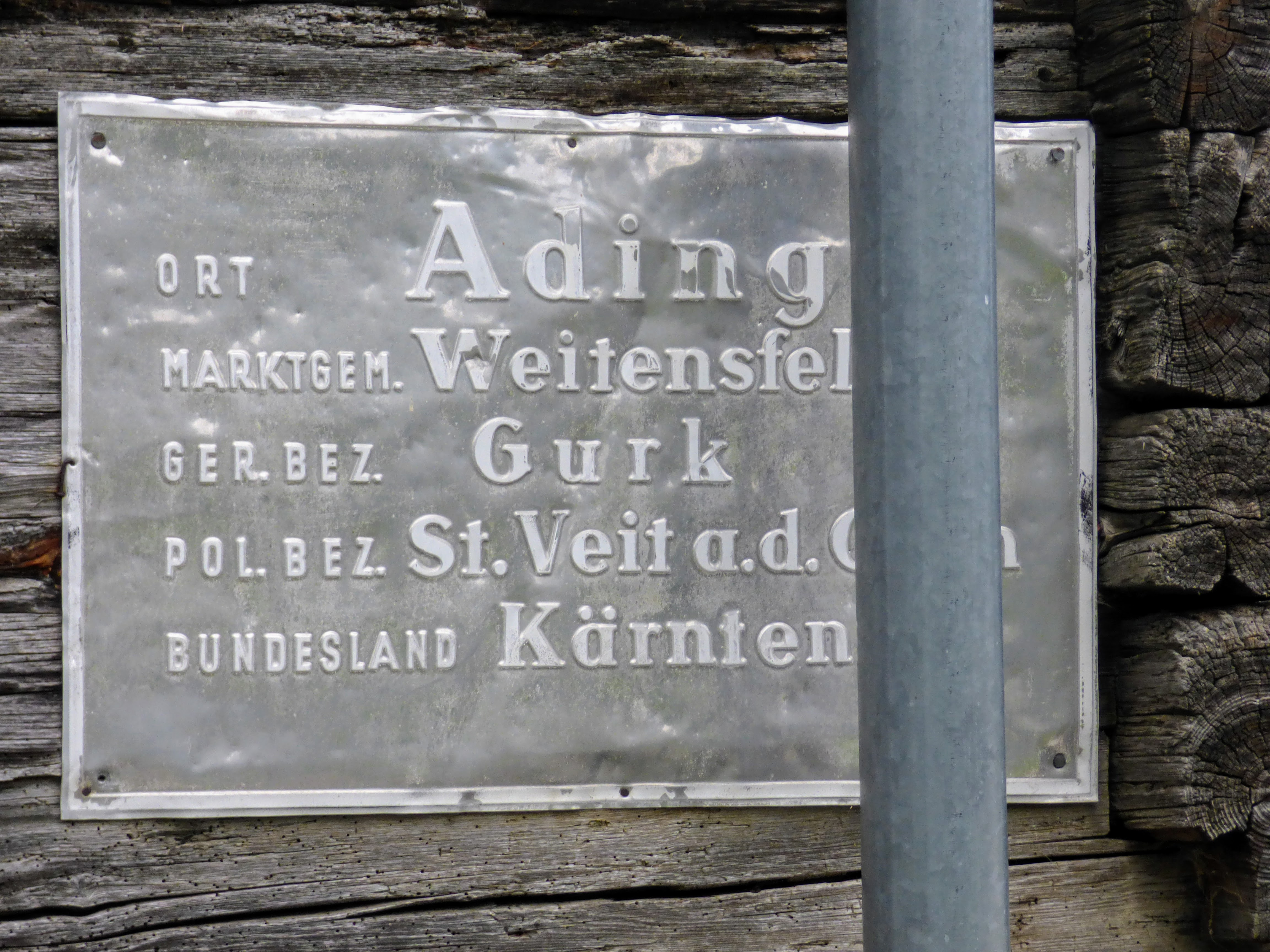
Ortschaftstafel Ading
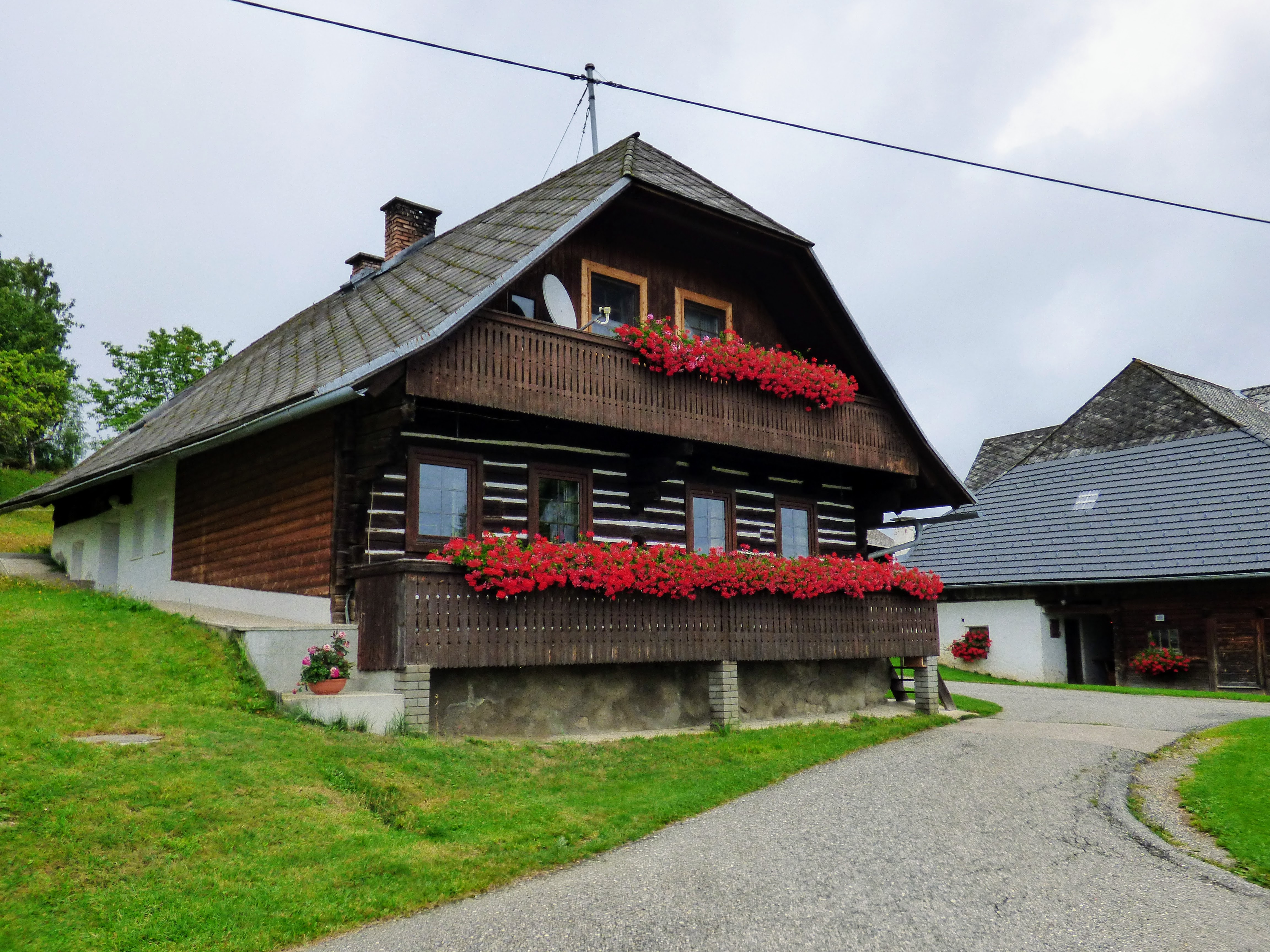
Ladinig Hube
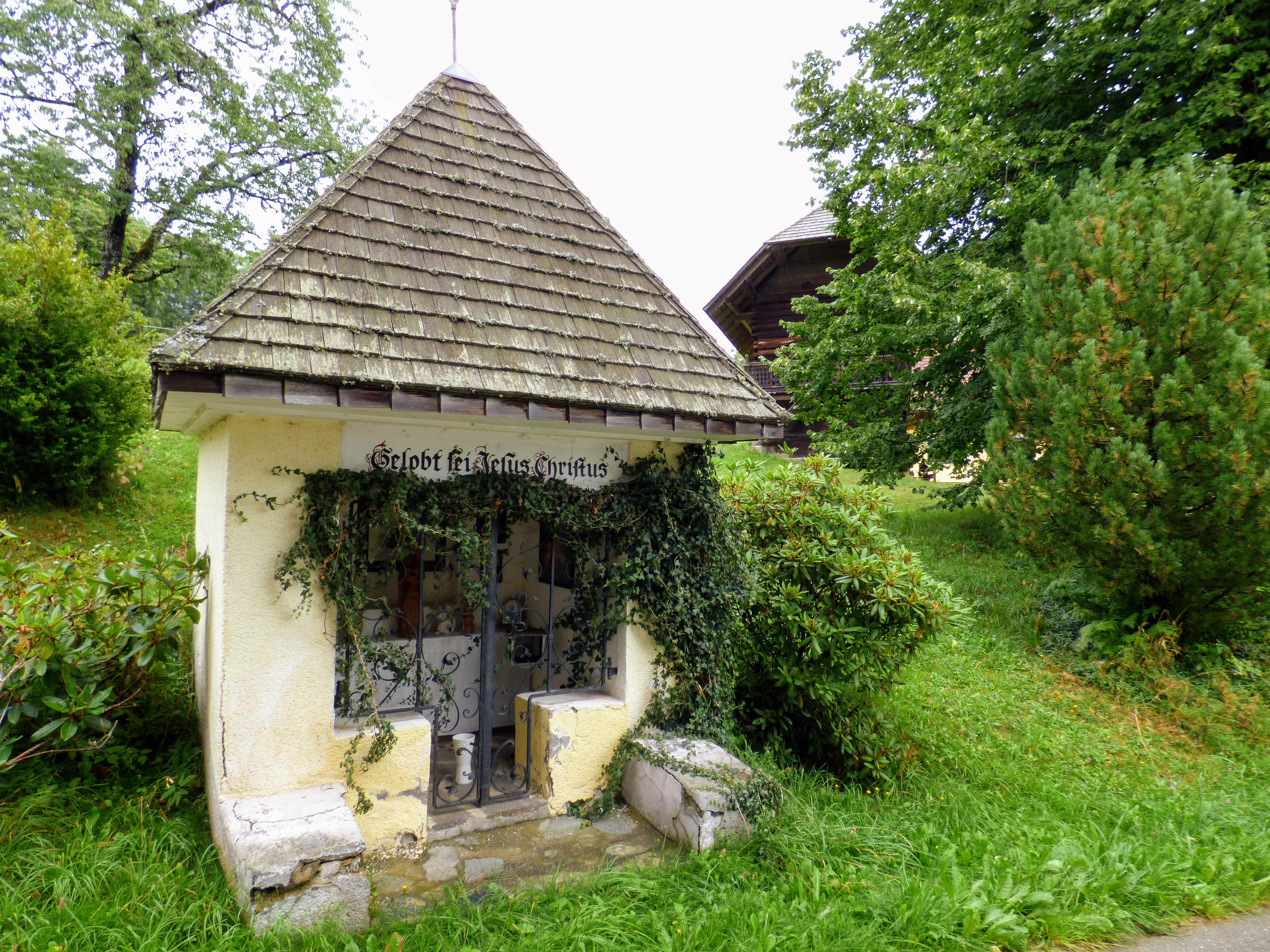
Wegkapelle in Ading
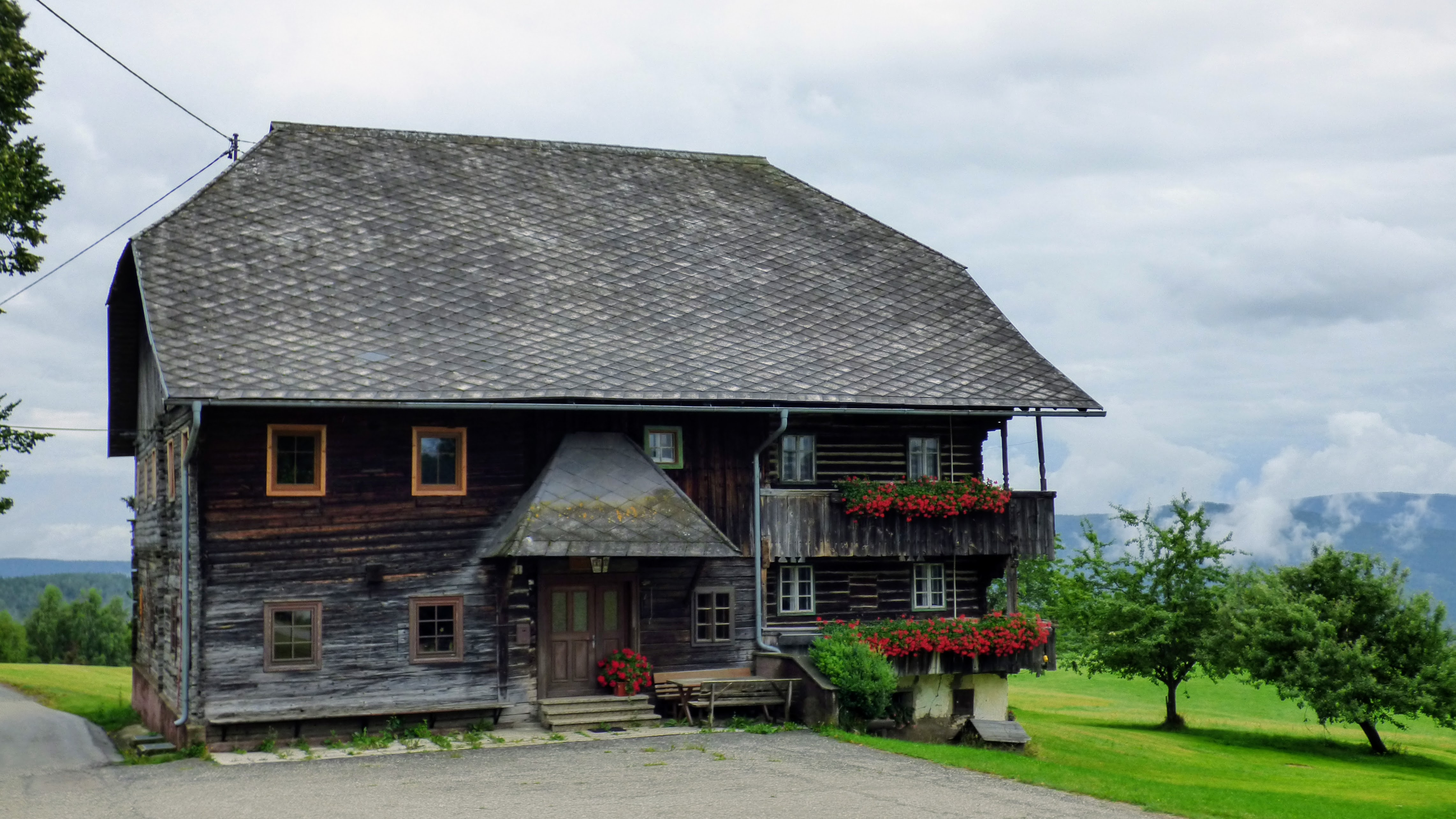
Zechner Hube
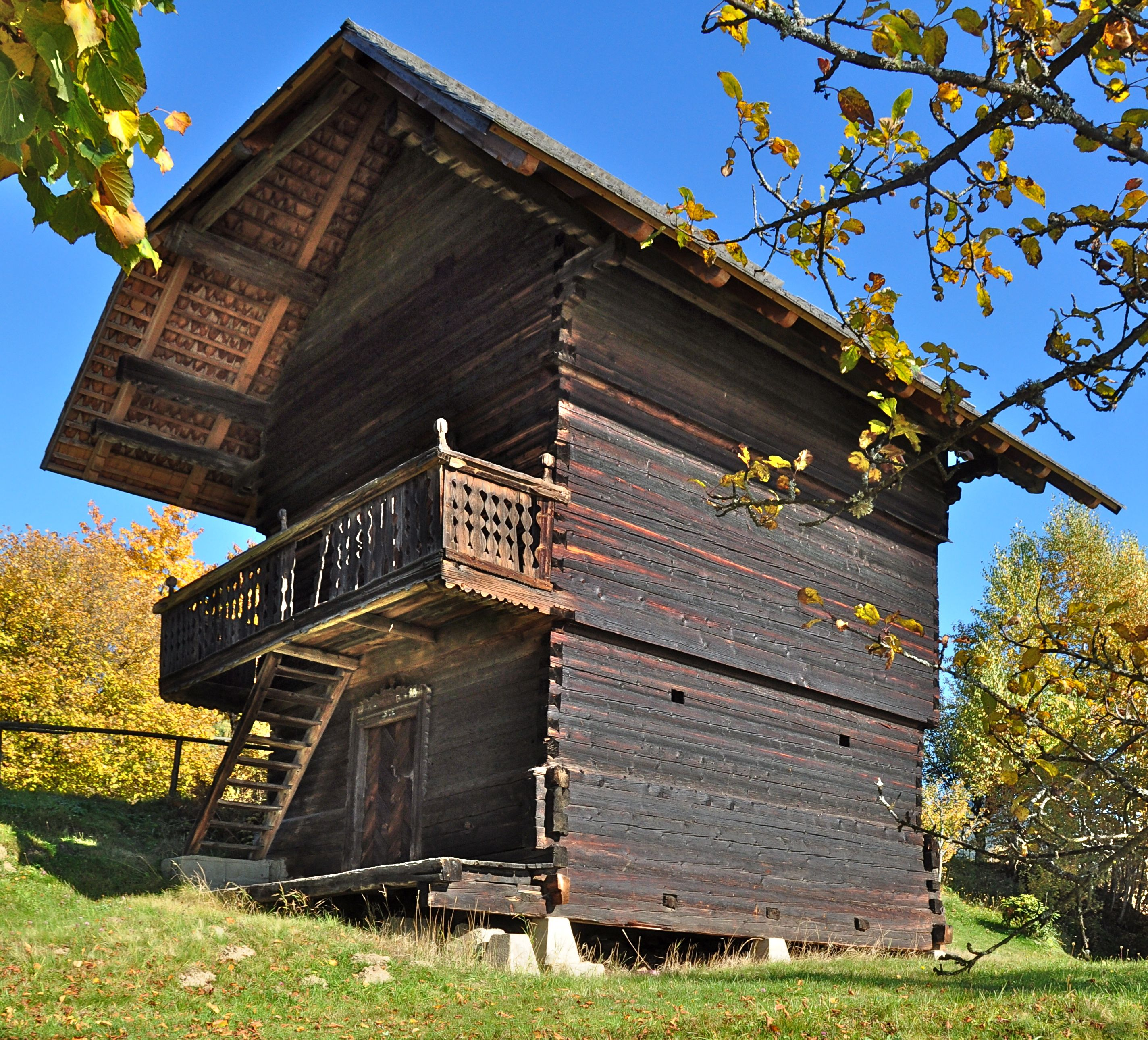
Denkmalgeschützter Speicher beim Zechner